# Matthias Joannis Wagner
Matthias Joannis Wagner, född 1635 i Härnö församling, Ångermanland, död 13 augusti 1693 i Jakob och Johannes församling, Stockholm, var en svensk präst.

## Biografi
Matthias Wagner föddes 1635 på Wagnsta i Härnö församling. Han blev student vid Kungliga Akademien i Åbo och avlade magisterexamen där 24 maj 1664. Wagner studerade sedan utomlands fram till augusti 1667 och prästvigdes 1667 till huspredikant hos riksskattemästaren Gustaf Bonde. Han blev Extra ordinarie kunglig hovpredikant 18 april 1667, ordinarie i juli 1668 och var även notarie i hovkonsistorium. Wagner blev 25 juli 1670 lärare i Collegium Claraemontanum och var även dess första rektor. Han blev 28 mars 1672 kyrkoherde i Köpings församling, tillträde 1 maj 1672, introducerades 31 maj 1672 och blev 2 januari 1682 kyrkoherde i Jakob och Johannes församling, tillträde 27 maj 1682. Vars riksdagsman vid riksdagen 1686 och ledamot av sekreta utskottet. Wagner avled 1693 i Jakob och Johannes församling och begravdes 3 september samma år i Sankt Jacobs kyrka.

### Familj
Wagner gifte sig första gången 11 juni 1668 i Riddarholmens församling med Christina Terserus (1644–1675). Hon var dotter till biskopen Johannes Elai Terserus i Linköpings stift och Elisabeth Troilius. De fick tillsammans barnen Elisabeth Wagner (1669–1729) som var gift med kyrkoherden Eric Micrander i Sala församling, pastorn Joannes Wagner vid Livgardet och Maria Wagner (död 1716) som var gift med notarien Carl Dylander vid sterbuset.
Wagner gifte sig andra gången 1676 med Christina Sylvius. Hon var dotter till lagmannen Johan Sylvius i Värmland och Ingeborg Hinman. Efter Wagner död gifte hon om sig med lagmannen Knut Törnhielm.